# 楊摛藻
杨摛藻（19世纪—1863年），号朴庵，安徽石埭县（今池州市石台县）人。清朝政治人物。

## 生平
杨摛藻自少年即勤于学，道光十八年（1838年）考中三甲进士，与曾国藩同榜。授刑部主事。杨摛藻事父至孝，任京官后，即接父亲来京居住。因父亲不适应京师生活，杨摛藻辞官回乡，在石埭岭下杨家赋闲。
太平天国攻占皖南后，杨摛藻倡办团练，屡立战功。咸丰十年（1860年），曾国藩邀其加入幕府。次年，曾国藩行营移驻安庆，委派杨摛藻主持忠义局，并主安庆敬敷书院江西。同治二年（1863年）秋，杨摛藻病故。曾国藩曾亲书挽联：“轩冕久轻，少怀大志；皋比勇彻，老愈虚心。”

## 家族
子杨仁山，佛学家。